# Быков, Владимир Андреевич
Владимир Андреевич Быков (1925—1987) — советский игрок в хоккей с шайбой, хоккей с мячом и хоккей на траве. Мастер спорта СССР (1954).

## Карьера

### Хоккей с мячом
Начал играть в 1943 году в Пензе в заводской команде. В 1953-55 годах выступал за ЦДСА. Чемпион СССР 1954 и 1955 года. Дважды (1954, 1955) включался в список 22 лучших хоккеистов сезона. Чемпион Москвы 1954 и 1958 годов. В 1954-55 годах провёл 6 игр в составе сборной СССР. Второй призёр Московского международного турнира 1954 года.

### Хоккей с шайбой
Хорошо играл в хоккей с шайбой. Играл защитником за «Большевик» (Ленинград) — 1949/50, «Динамо» (Ленинград)— 1950/51, ДО (Ленинград) — 1951/52, ЦДСА — 1952/53. Серебряный призёр чемпионата СССР 1953.

### Хоккей на траве
Один из пионеров хоккея на траве в СССР. Выступал за ЦДСА — 1955. Победитель Всесоюзных соревнований 1955 года.

### Футбол
Играл в футбол. Выступал за «Трудовые резервы» (Ленинград) — 1948.

## Тренерская карьера
Тренер клубных и детских футбольных и хоккейных команд ЦДСА — 1955—58.
Был в числе первых в стране специалистов по хоккею на траве, проходил стажировку в ГДР в 1956. Был судьей турнира по хоккею на траве Фестиваля молодежи и студентов в Москве в 1957. Автор пособия «Хоккей на траве» (совместно с Л. Н. Черепановым, 1971).

## Публикации
- В. А. Быков, Л. Н. Черепанов. Хоккей на траве: Пособие для занятий с начинающими. — М.: Физкультура и спорт, 1971. — 152 с.